# Nicholas Fitzgibbon
Nicholas Fitzgibbon – irlandzki brydżysta, World International Master (WBF), European Master oraz European Champion w kategorii Seniors (EBL).

## Wyniki brydżowe

### Olimpiady
Na olimpiadach uzyskał następujące rezultaty:
| Olimpiady brydżowe. Zawody teamów | Olimpiady brydżowe. Zawody teamów | Olimpiady brydżowe. Zawody teamów | Olimpiady brydżowe. Zawody teamów | Olimpiady brydżowe. Zawody teamów | Olimpiady brydżowe. Zawody teamów |
| Rok                               | Miejsce                           | Zawody                            | Kategoria                         | Drużyna                           | Pozycja                           |
| --------------------------------- | --------------------------------- | --------------------------------- | --------------------------------- | --------------------------------- | --------------------------------- |
| 2012                              | Lille                             | 2. Olimpiada Sportów Umysłowych   | Open                              | Ireland                           | 4                                 |
| 2004                              | Stambuł                           | 12. Olimpiada Teamów              | Open                              | Ireland                           | 5                                 |
| 1988                              | Wenecja                           | 8. Olimpiada Teamów               | Open                              | Ireland                           | 15                                |
| 1984                              | Seattle                           | 7. Olimpiada Teamów               | Open                              | Ireland                           | 21                                |
| 1980                              | Valkenburg                        | 6. Olimpiada Teamów               | Open                              | Ireland                           | 15                                |
| 1976                              | Monte Carlo                       | 5. Olimpiada Teamów               | Open                              | Ireland                           | 16                                |
| 1972                              | Miami Beach                       | 4. Olimpiada Brydżowa             | Open                              | Ireland                           | 12                                |

### Zawody światowe
W światowych zawodach zdobył następujące lokaty:
| Mistrzostwa Świata. Konkurencja teamów | Mistrzostwa Świata. Konkurencja teamów | Mistrzostwa Świata. Konkurencja teamów | Mistrzostwa Świata. Konkurencja teamów | Mistrzostwa Świata. Konkurencja teamów | Mistrzostwa Świata. Konkurencja teamów |
| Rok                                    | Miejsce                                | Zawody                                 | Kategoria                              | Drużyna                                | Pozycja                                |
| -------------------------------------- | -------------------------------------- | -------------------------------------- | -------------------------------------- | -------------------------------------- | -------------------------------------- |
| 2011                                   | Veldhoven                              | 40. Mistrzostwa Świata Teamów          | Trans                                  | Hanlon                                 | 62                                     |
| 2010                                   | Filadelfia                             | 13. Seria Mistrzostw Świata            | Open                                   | Green Machine                          | 17                                     |
| 2007                                   | Szanghaj                               | 38. Mistrzostwa Świata Teamów          | Open                                   | Ireland                                | 17                                     |
| 2007                                   | Szanghaj                               | 38. Mistrzostwa Świata Teamów          | Trans                                  | Jackson                                | 5                                      |
| 2005                                   | Estoril                                | 37. Mistrzostwa Świata Teamów          | Trans                                  | Ireland                                | 39                                     |
| 1982                                   | Biarritz                               | 6. Mistrzostwa Świata                  | Open                                   | Kennedy                                | 11                                     |

| Mistrzostwa Świata. Konkurencja par | Mistrzostwa Świata. Konkurencja par | Mistrzostwa Świata. Konkurencja par | Mistrzostwa Świata. Konkurencja par | Mistrzostwa Świata. Konkurencja par | Mistrzostwa Świata. Konkurencja par |
| Rok                                 | Miejsce                             | Zawody                              | Kategoria                           | Partner                             | Pozycja                             |
| ----------------------------------- | ----------------------------------- | ----------------------------------- | ----------------------------------- | ----------------------------------- | ----------------------------------- |
| 2010                                | Filadelfia                          | 13. Mistrzostwa Świata              | Open                                | Adam Mesbur                         | 139                                 |
| 1986                                | Miami Beach                         | 7. Mistrzostwa Świata               | Open                                | Adam Mesbur                         | 26                                  |

### Zawody europejskie
W europejskich zawodach zdobył następujące lokaty:
| Zawody europejskie. Konkurencja teamów | Zawody europejskie. Konkurencja teamów | Zawody europejskie. Konkurencja teamów   | Zawody europejskie. Konkurencja teamów | Zawody europejskie. Konkurencja teamów | Zawody europejskie. Konkurencja teamów |
| Rok                                    | Miejsce                                | Zawody                                   | Kategoria                              | Drużyna                                | Pozycja                                |
| -------------------------------------- | -------------------------------------- | ---------------------------------------- | -------------------------------------- | -------------------------------------- | -------------------------------------- |
| 2014                                   | Abacja                                 | 52. Mistrzostwa Europy Teamów            | Seniorzy                               | Ireland                                | 7                                      |
| 2012                                   | Dublin                                 | 51. Mistrzostwa Europy Teamów            | Open                                   | Ireland                                | 12                                     |
| 2009                                   | San Remo                               | 4. Otwarte Mistrzostwa Europy            | Open                                   | Mesbur                                 | 72                                     |
| 2008                                   | Pau                                    | 49. Mistrzostwa Europy Teamów            | Open                                   | Ireland                                | 21                                     |
| 2006                                   | Warszawa                               | 48. Mistrzostwa Europy Teamów            | Open                                   | Ireland                                | 2                                      |
| 2005                                   | Teneryfa                               | 2. Otwarte Mistrzostwa Europy            | Open                                   | Ireland                                | 5                                      |
| 2003                                   | Mentona                                | 1. Otwarte Mistrzostwa Europy            | Open                                   | Wests                                  | 5                                      |
| 2002                                   | Salsomaggiore                          | 46. Mistrzostwa Europy Teamów            | Open                                   | Ireland                                | 24                                     |
| 1991                                   | Killarney                              | 40. Mistrzostwa Europy Teamów            | Open                                   | Ireland                                | 15                                     |
| 1990                                   | Bordeaux                               | 1. Mistrzostwa Europy Mikstów            | Miksty                                 | Fitzgibbon                             | 30                                     |
| 1983                                   | Wiesbaden                              | 36. Mistrzostwa Europy Teamów            | Open                                   | Ireland                                | 12                                     |
| 1979                                   | Lozanna                                | 34. Mistrzostwa Europy Teamów            | Open                                   | Ireland                                | 3                                      |
| 1974                                   | Kopenhaga                              | 4. Młodzieżowe Mistrzostwa Europy Teamów | Juniorzy                               | Ireland                                | 2                                      |

| Zawody europejskie. Konkurencja par | Zawody europejskie. Konkurencja par | Zawody europejskie. Konkurencja par | Zawody europejskie. Konkurencja par | Zawody europejskie. Konkurencja par | Zawody europejskie. Konkurencja par |
| Rok                                 | Miejsce                             | Zawody                              | Kategoria                           | Partner                             | Pozycja                             |
| ----------------------------------- | ----------------------------------- | ----------------------------------- | ----------------------------------- | ----------------------------------- | ----------------------------------- |
| 2013                                | Ostenda                             | 6. Otwarte Mistrzostwa Europy       | Seniorzy                            | Adam Mesbur                         | 1                                   |
| 2013                                | Ostenda                             | 6. Otwarte Mistrzostwa Europy       | Open                                | Adam Mesbur                         | 129                                 |
| 2009                                | San Remo                            | 4. Otwarte Mistrzostwa Europy       | Open                                | Adam Mesbur                         | 22                                  |
| 1996                                | Monte Carlo                         | 4. Mistrzostwa Europy Mikstów       | Mikst                               | Kathryn Fitzgibbon                  | 320                                 |
| 1993                                | Bielefeld                           | 7. Mistrzostwa Europy Par           | Open                                | Adam Mesbur                         | 94                                  |
| 1990                                | Bordeaux                            | 1. Mistrzostwa Europy Mikstów       | Mikst                               | Kathryn Fitzgibbon                  | 34                                  |
| 1987                                | Paryż                               | 4. Mistrzostwa Europy Par           | Open                                | Adam Mesbur                         | 130                                 |

## Klasyfikacja
- Nicholas Fitzgibbon – klasyfikacja WBF (ang.)
- Nicholas Fitzgibbon – klasyfikacja EBL (ang.)